# José Pinto Martins

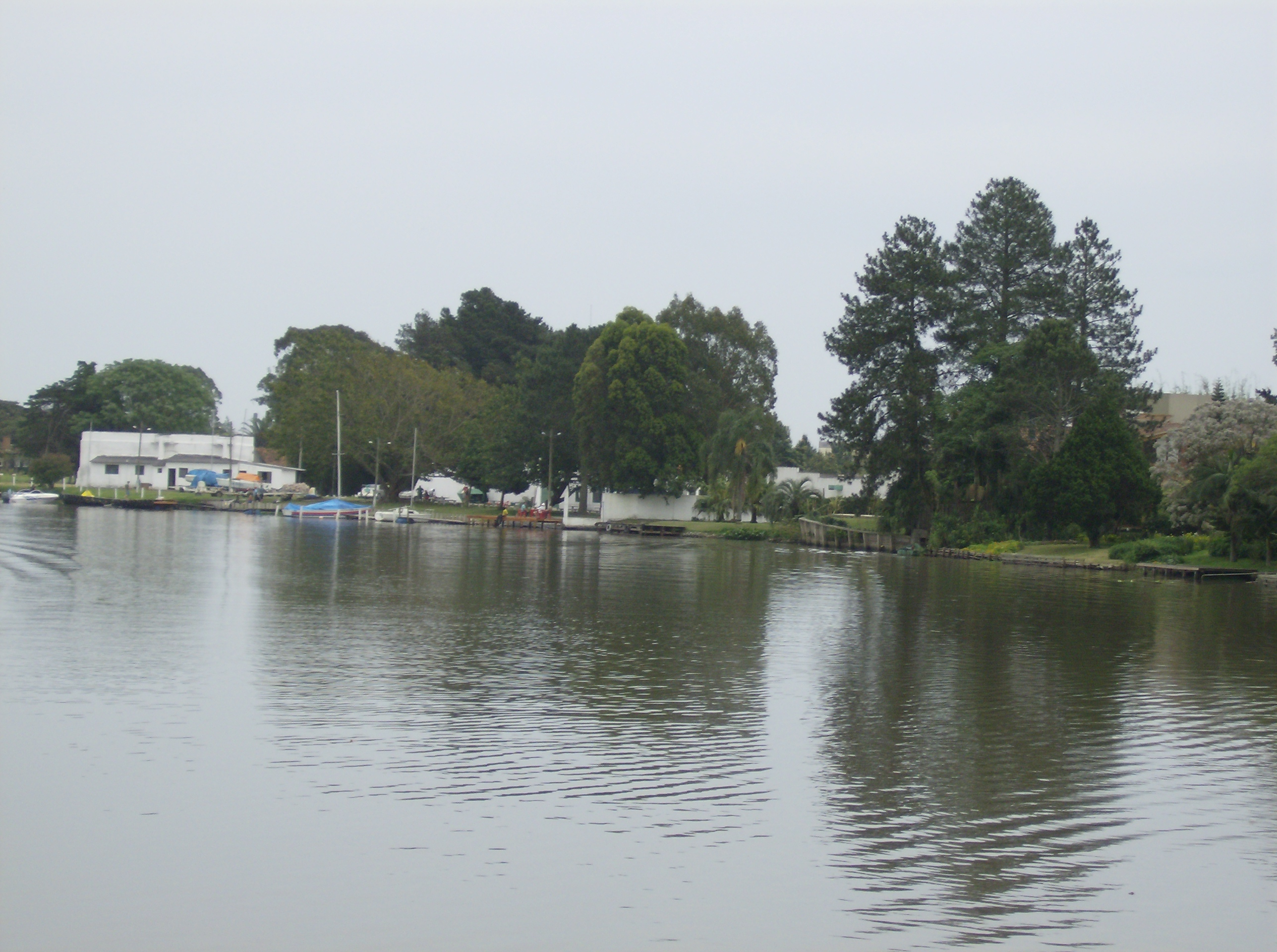
Margem do Arroio Pelotas, na localidade de Recanto de Portugal

José Pinto Martins, português nascido na freguesia de Meixomil, concelho de Paços de Ferreira, distrito do Porto, na região de Entre-Douro-e-Minho, é considerado um dos fundadores de Pelotas, município brasileiro do estado do Rio Grande do Sul. Morreu em Pelotas em 18 de junho de 1827, perto dos oitenta anos de idade.
Tinha vivido no Ceará, em Aracati, onde exercia a profissão de fabricante de carne-seca, até 1777, quando, perto dos 30 anos de idade, motivado por uma grande seca - a Seca dos três setes -, e buscando melhor sorte, mudou-se para a vila do Rio Grande. O vento, levantando a areia fina que toldava a carne colocada para secar, impediram-no de prosperar em seu negócio em Rio Grande. Dirigiu-se, então, à freguesia de São Francisco de Paula, atual Pelotas, e instalou em 1779 sua charqueada com características de uma proto-indústria à margem do arroio Pelotas.